# Neva Howell
Neva Joanie Howell (31 de octubre de 1955; Georgia) es una actriz estadounidense. Conocida por interpretar a Martha Kent en la película Superman (2025) del Universo DC.

## Trayectoria profesional
Howell ha participado en una variedad de producciones cinematográficas y televisivas. Es especialmente conocida por su papel como Martha Kent en la película "Superman" (2025), dirigida por James Gunn. 
En cine, ha interpretado personajes como Ms. Crawford en "Greedy People" (2024), Miss Roberts en "Ghosts of the Ozarks" (2021) y Martha en "Run the Race" (2018). También ha tenido roles en películas como "Burden" (2018), "Novitiate" (2017), "Logan Lucky" (2017) y "Diary of a Wimpy Kid: The Long Haul" (2017). 
En televisión, ha aparecido en series como "Mercy Street" (2017), "Outcast" (2017), "The Originals" (2018) y "The Resident" (2019), entre otras.

## Vida personal
Además de su carrera actoral, Howell ha trabajado como facilitadora de sanación y educadora en salud holística, mostrando un profundo interés por el bienestar y la espiritualidad. Ha expresado su deseo de participar en proyectos cinematográficos que promuevan un impacto positivo en la sociedad.

## Filmografía

### Cine
- Superman (2025), como Martha Kent .[3][4]
- Greedy People (2024), como la Sra. Crawford
- Ghosts of the Ozarks of the OzarksBennie (2021); Cortometraje
- Distancia de rescate (Fever Dream) (2019), como Irene Wilkes
- Run the Race (2018), como Martha
- Burden (2018), como Gina
- The Nobodies  (2017), como actriz
- Logan Lucky (2017), como la mujer de noticias n.° 1
- Diary of a Wimpy Kid: The Long Hau (2017), como Madam granjera
- Novitiate (2017), como hermana de Eleanor
- Fever Dreams (2014), como Irene Wilkes
- Strangers Yesterday (2014); Cortometraje como Mrs. Quinn
- The Cameraman (2014); Cortometraje como Irene Wilkes
- Billy: Los primeros años (2008), como Shea Secretary
- Two Weeks (2006), como empleado de tienda de comestibles
- Worms (2005); Cortometraje, como Petty J. Lucha de Sackman
- A Good Baby (1999), como una mujer con cuernos
- October Sky (1999), como vecina
- My Fellow Americans (1996), como Charlene, la agente de presupuesto
- Deadly Addiction (1989) como bailarina en una discoteca

### Series
- The Resident (2019)
- The Originals (2018)[5]
- Outcast (2017)
- Mercy Street (2017)
- Still the King (2016)
- The Edge of Sanity (2013)
- The Castlehassle (2013)
- Beckinfield (2011-2013)
- Manual de supervivencia escolar de Ned (2007)
- America's Most Wanted: America Fights Back (2005)
- A Painted House (2003)
- The Conviction of Kitty Dodds (1993)